# 習近平視察香港 (2022年)
2022年習近平視察香港指2022年中共中央總書記習近平以慶祝香港回归二十五周年紀念爲名視察香港的一連串活動。2022年6月25日，新華社發出新聞稿，指習近平將出席慶祝香港回歸祖國25周年大會暨第六屆特區政府就職典禮。這是習近平第三次以「黨和國家領導人」身分到訪香港；也是他自2012年當選中共中央總書記執政以來，第二次視察香港。自2019冠状病毒病在2020年1月爆發後，習近平未曾離開中國大陸外訪，這次親身到香港視察引起各方注意。

## 前期準備
- 據《香港經濟日報》報導，中國中央政府要求香港於5月控制當地2019冠狀病毒病疫情，以利於香港第六屆行政長官選舉，以及習近平“七·一”訪港活動。[4]
- 據《頭條日報》報導，參加慶典人員隔離方案已作出微調，由原來的「7+7」更新為「4+3」，即家居隔離日數減至4日，及後酒店隔離期亦減至3日。[5]
- 6月17日，國務院港澳事務辦公室副主任黃柳權據報已經身處香港，並著手處理「七一」回歸相關工作，因此有香港和台灣媒推斷中國大陸領導人訪港機會高。[6]
- 《香港01》收到消息，表示在香港西九龍站外發現站內有大量錄影器材，包括轉播用影音控制台等，工具箱上有「中央廣播電視總台」字樣，以及該台英文簡稱「CMG」的標誌。港區全國人大代表田北辰表示，估計若北京領導人訪港，只會即日來回，有可能先到深圳或廣州，翌日一早乘高鐵抵港。[7]
- 6月28日，香港警務處交代有關習近平出席期間的行動安排，屆時灣仔北地區將部分封閉，港鐵會展站屆時封閉。民航處於維港兩岸設臨時限飛區，至於小型無人機則全港限飛。目前風險評估維持中度水平。[8]而深圳市亦宣布由即日起停飛無人機至7月3日，因此中國大陸領導人視察香港機會大。[9]
- 6月29日，《香港01》透露，習近平伉儷將於30日下午乘坐高鐵抵港，並於高鐵西九龍站逗留視察，隨後習近平將赴香港島，彭麗媛則前往西九文化區戲曲中心參觀，並於傍晚前往港島出席禮賓府特設晚宴。隨後兩人將透過陸路回深，翌日早上再赴港出席第六屆特區政府就職典禮。[10]

## 訪港領導人名單
是次訪港的黨和國家領導人名單包括：
- 中共中央總書記、國家主席、中央軍委主席：習近平
- 中共中央辦公廳主任兼總書記辦公室主任：丁薛祥
- 中共中央軍委副主席：許其亮
- 全國人大常委會副委員長：沈躍躍
- 國務委員兼外交部長：王毅
- 全國政協副主席兼國務院港澳辦主任：夏寶龍

## 行程
相對以往的行程，这次不在香港過夜，亦只到訪很少地方。而官方事前沒公布或確認消息，一直為行程保密。政府新聞處到事後才逐一發稿交代。

### 第一日（6月30日）行程

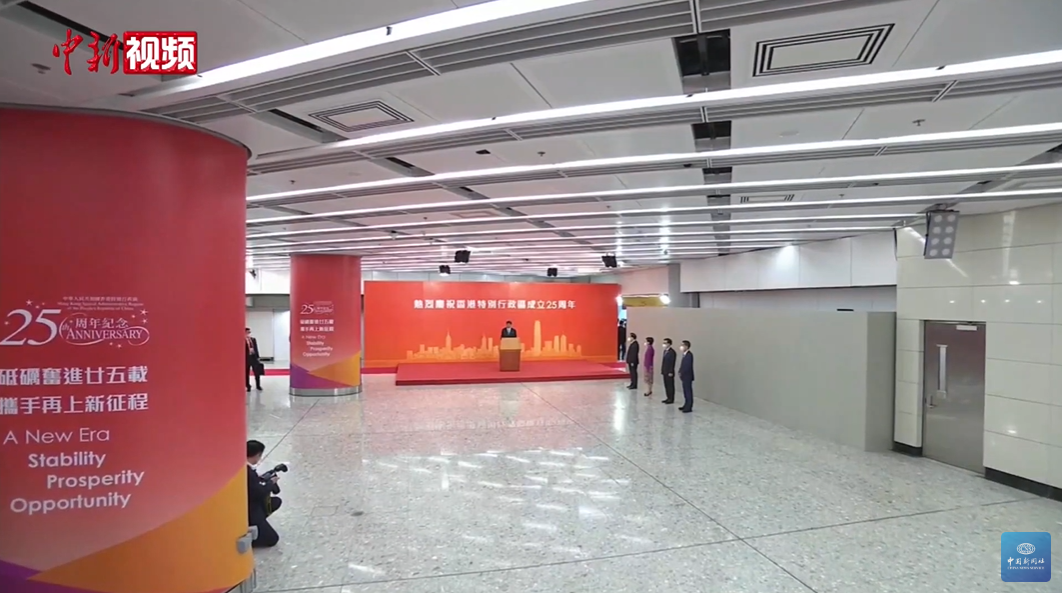
中共中央总书记习近平發表講話，現場講台與傳媒相距至少15米

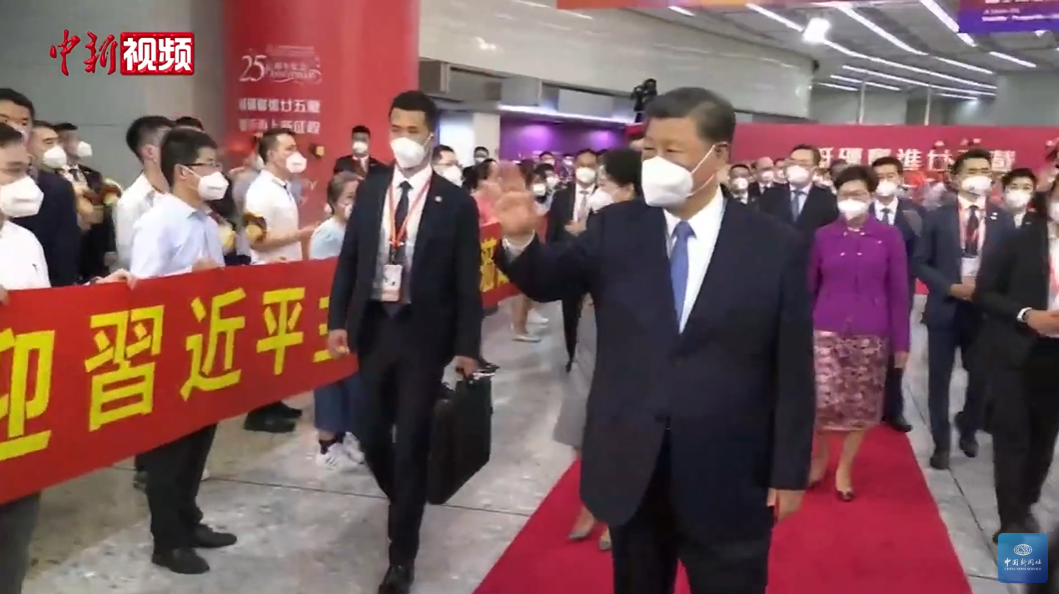
中共中央总书记习近平乘专列抵达香港西九龍站後，大堂有代表迎接，高叫「歡迎歡迎，熱烈歡迎」

6月30日下午三時，央視總台發布消息，中共中央总书记、国家主席、中央军委主席习近平下午乘专列即将抵达香港，出席将于7月1日举行的慶祝香港回歸祖國25周年大會暨第六屆特區政府就職典禮，并视察香港。
下午3時半，習近平與夫人彭麗媛乘坐CR400AF-2271專用列車抵達香港西九龍站，時任行政長官林鄭月娥與丈夫林兆波和香港中聯辦主任駱惠寧到月台迎接。其後步入大堂與候任行政長官李家超、全國政協副主席梁振英與香港政府主要官員到場迎接。習近平在抵港後發表簡短講話，表示香港「經受一次次嚴峻考驗，戰勝一個個風險挑戰」並已經「浴火重生」，呈現蓬勃生機。他又認為事實證明，一國兩制具有強大生命力，能確保香港長期繁榮穩定及維護香港同胞福祉，屬好制度，除外，他亦表示「我的心、中央政府的心，與香港同胞在一起」。
下午4時半，習近平夫人彭麗媛抵達西九文化區的戲曲中心，在行程中，彭麗媛在香港中聯辦副主任盧新寧、民政事務局副秘書長黃潔怡、西九文化區管理局表演藝術行政總監譚兆民陪同下與年青演員、樂團成員和義工交流。她首先聽取西九文化區的規劃和最新發展，再欣賞「茶館新星劇團」綵排粵劇折子戲，又在排演室觀看「香港天籟敦煌樂團」的綵排，和各演員和樂團成員親切交談。最後，彭麗媛參觀「尤聲普粵劇藝術展：文武莊諧八十秋」展覽並西九文化區戲曲中心致送傳統戲曲作品結集《古本戲曲叢刊》。逗留一小時後離開。
下午4時左右，習近平先前往灣仔會展出席見面會。在見面會上，習近平在林鄭月娥陪同下會見行政、立法及司法機構負責人，出席者包括終審法院首席法官張舉能、立法會主席梁君彥、行政會議非官守議員及第五屆特區政府主要官員和全體公務員常任秘書長。除外，習近平亦會見百多名香港各界人士及紀律部隊代表，並拍照留念。下午約5時35分再抵達並視察科學園，參觀一家InnoHK創新香港研發平台的重點實驗室，並鼓勵香港科研人員和創科企業代表加倍努力，習近平逗留半個小時後離開。
晚上7時45分左右，習近平伉儷出席行政長官林鄭月娥及丈夫林兆波於禮賓府設的晚宴。車隊在晚上7時45分左右抵達禮賓府，並於晚上十時左右離開，約10時14分到達西九龍站，啟程返回深圳。

### 第二日（7月1日）行程

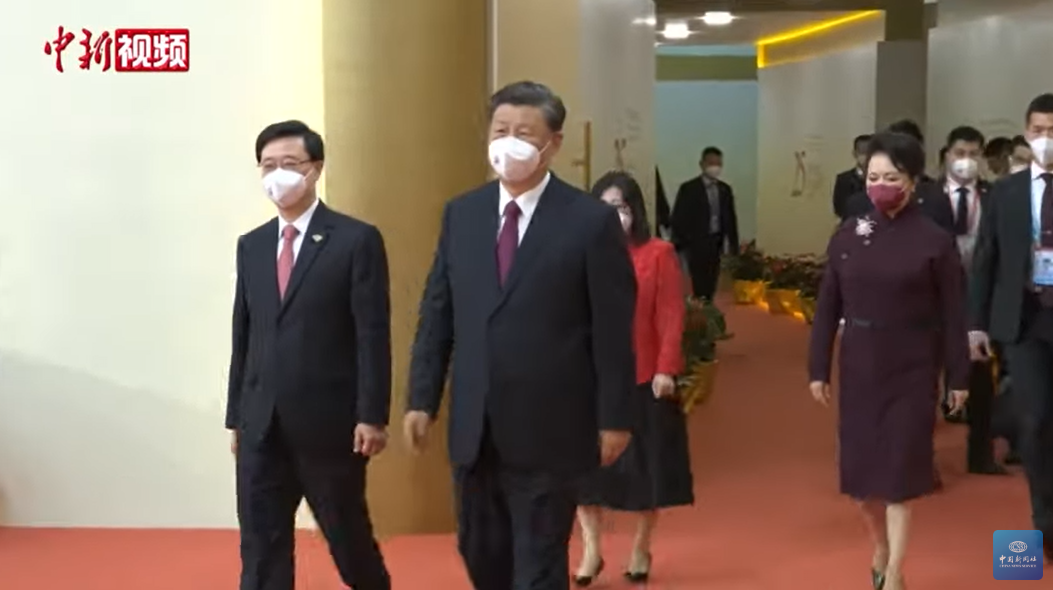
中共中央總書記習近平和候任行政長官李家超在灣仔會議展覽中心出席慶回歸大會暨政府就職禮

7月1日上午10時，習近平到灣仔會議展覽中心出席慶回歸大會暨政府就職禮，並發表講話。 他在講話中先向香港市民致以誠摯問候，向李家超及主要官員表示熱烈祝賀，向支持「一國兩制」事業的同胞表示感謝；再提出4個必須（貫徹「一國兩制」方針、堅持中央全面管治權和保障特別行政區高度自治權相統一、落實「愛國者治港」、保持香港的獨特地位和優勢）和4點希望（著力提高治理水平、不斷增強發展動能、切實排解民生憂難、共同維護和諧穩定），強調「一國兩制」經過實踐反覆檢驗，符合國家、民族根本利益，並給候任行政長官寄予厚望。
早上11時30分許，習近平前往駐港部隊中環營區視察。習近平向全體官兵發表講話時強調，駐香港部隊堅決貫徹黨中央和中央軍委決策部署，有力服務中央治港工作大局，並在實現香港由亂到治的轉折中發揮了重要作用。習近平逗留約半小時後離開。
下午1時，習近平與夫人彭麗媛和隨團政府官員乘搭高鐵離開，結束訪港行程。多個學生團體和各行業代表在香港西九龍站大堂歡送並揮動國旗和區旗，特區政府亦安排小學合唱團高歌《我和我的祖國》和揮動「偉大祖國永遠是香港的堅強後盾」的紅底黃字橫額。

## 影響

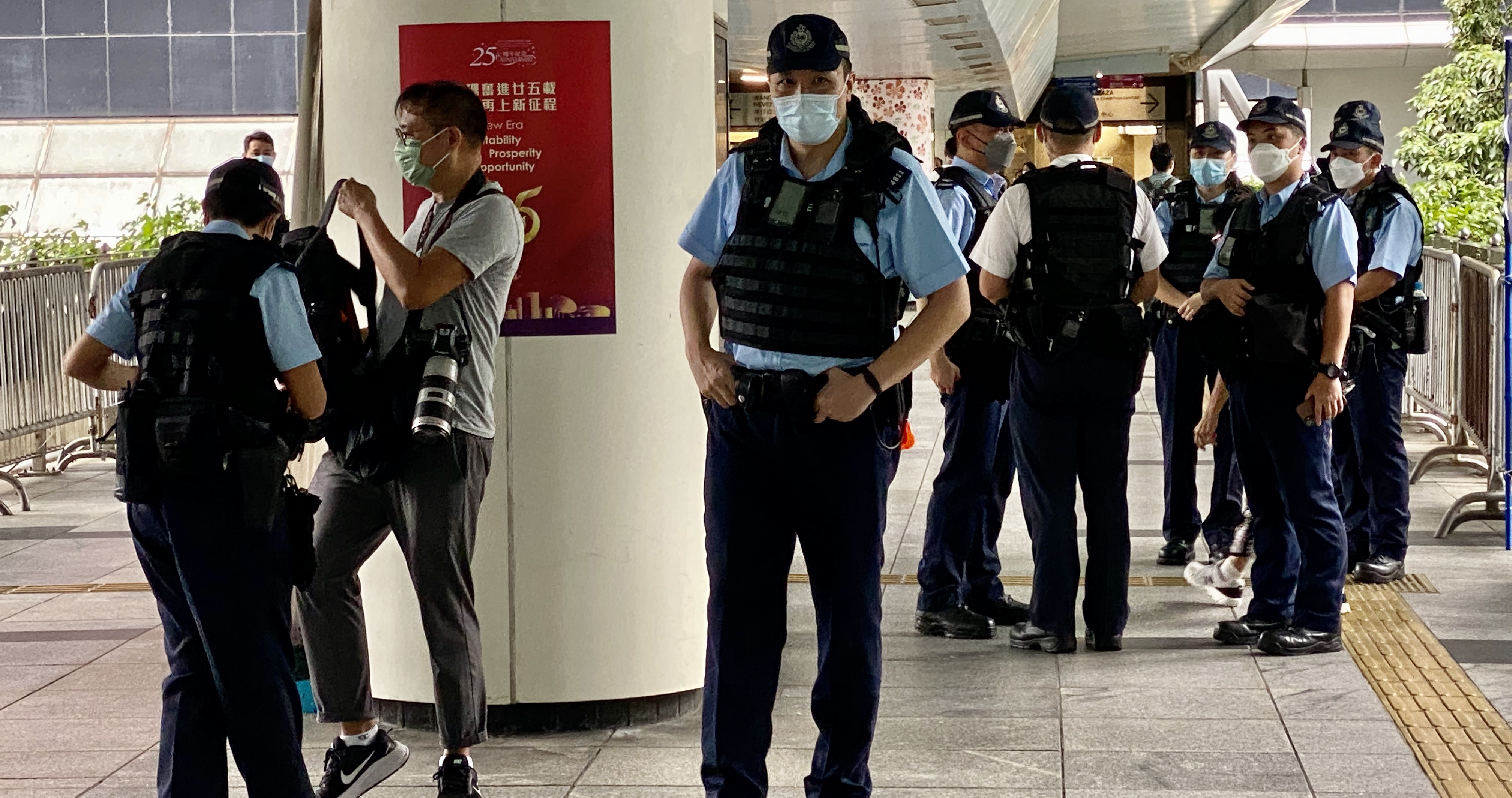
警方在湾仔一条通往会议展览中心的行人天桥上严密布防，搜查一名在场采访的摄影记者

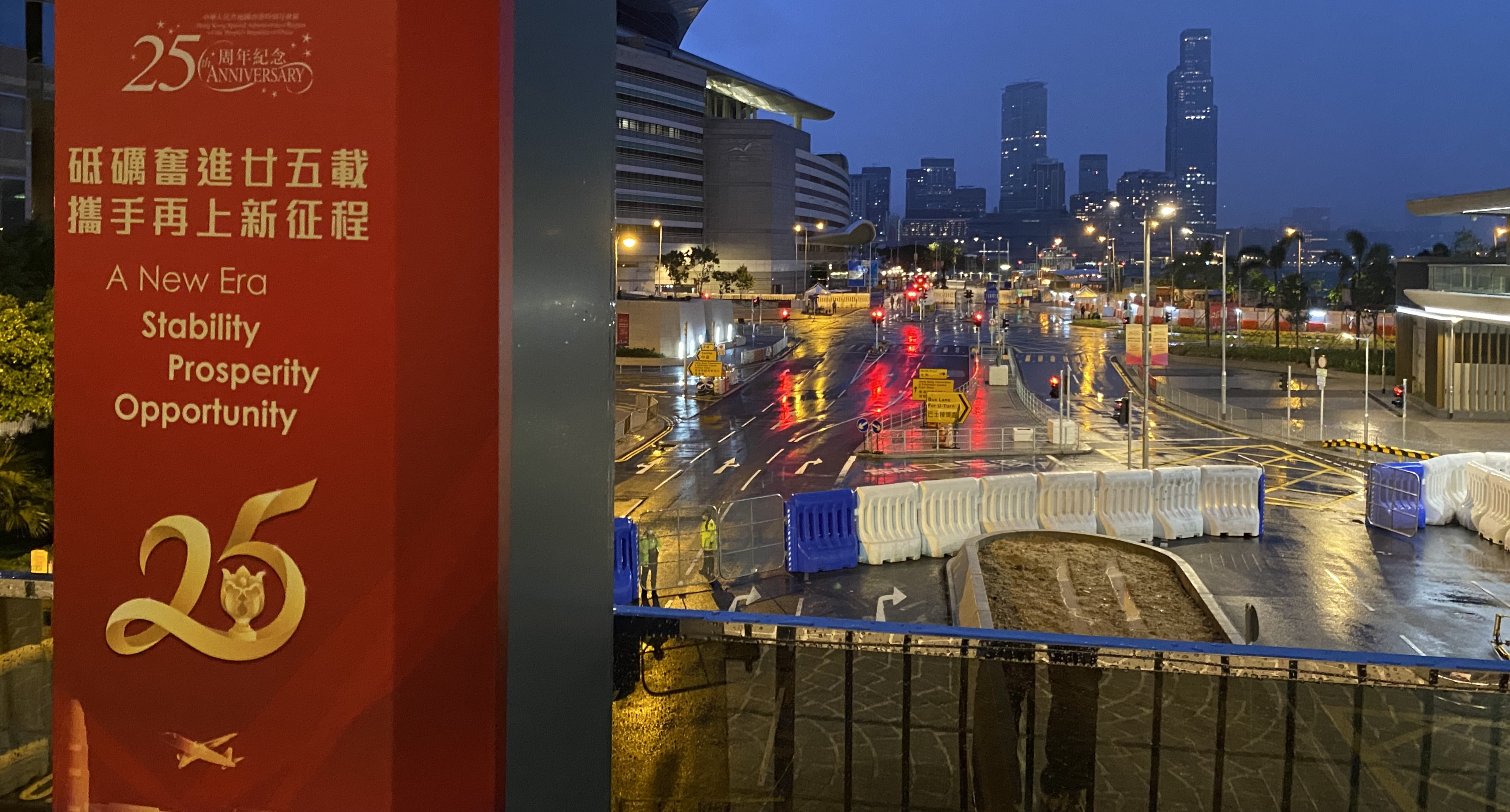
警方实施异常严密的布防，利用水馬封闭举行升旗典礼以及新政府就职的湾仔会议展览中心半岛

- 因應警方封路措施，本港多區在傍晚放工時間出現交通嚴重擠塞。吐露港公路往九龍方向，近科學園附近位置所有行車線全部封閉，並有大批警員駐守，車龍尾遠至粉嶺；而大老山隧道一度禁止車輛駛入，導致觀塘交通非常擠塞，車龍更遠至將軍澳隧道。有司機表示自己在將軍澳隧道停車等候近一小時，而觀塘的市民乘坐巴士花1.5小時仍未到達黃大仙，最後要在鑽石山下車轉乘地鐵。亦有人從觀塘歸家天水圍花了超過兩小時。[40]

- 警方就習近平訪港採取最嚴密的保安，包括出動內地製新裝甲車「劍齒虎」，調配大量警力到全港多區，包括反恐戰術部隊巡邏。而使用紅旗轎車的習近平車隊乃採用最高級別模式護送，由5輛警方電單車負責開路，並有多輛警方車輛和警方爆炸品處理課（EOD）防爆專車護航。[41]

- 記者進入採訪區前亦要進行登記和搜查物品兩次，有記者被搜出刻有刻上「香港」二字的小型小巴牌而被警員收起代為保管。在香港科學園採訪區內，大紀元時報一名女記者因身穿的雨衣印有黑白色英國國旗，而被警員要求脫下；而位於高鐵西九龍站的採訪區，警方以保安理由禁止記者攜傘進入，並被警方收起。結果導致記者需要共用同一件塑膠雨衣擋雨，場面狼狽。有記者帶黃色雨衣亦被警員要求代為保管，沒有解釋原因。[42]

- 警方在6月30日凌晨起至7月1日封锁灣仔北會議展覽中心周边部分地区，會展外加設多層水馬，街道和天橋亦有大批警員巡邏。有市民到入境處換領身分證，因其背囊掛上寫有字樣的卡紙而遭警員截查。[43]

- 港鐵表示因應香港特別行政區成立二十五周年紀念活動，東鐵綫會展站由清晨開始關閉，直至7月1日下午2時重開。[44]灣仔北亦因實施特別交通安排，導致53條巴士路線受影響，市民批評封路十分擾民。[45]另外，習近平經深圳乘高鐵抵港，高鐵西九龍站一帶有大批警員嚴密佈防和巡邏，各個出入口和上蓋公園亦架起鐵欄或以水馬圍封。[46]此外，柯士甸站亦有不少出口需暫時關閉，除因2019冠狀病毒病疫情而已關閉的C出口以外，B1、B2、D1、D2、D4及E出口亦需暫時關閉。警方也在佐敦道天橋及圓方一帶巡邏。

- 警方亦首次引用《小型無人機令》，在習近平來港期間將全港列為小型無人機的限制飛行區，禁飛小型無人機。[47]而廣東省深圳市公安局更要求6月28日凌晨零時至7月3日午夜，禁止無人機在該市範圍內飛行。[48]

## 評價
英女皇伊丽莎白二世與中华人民共和国领导人習近平都曾經訪港，女皇雖然是以英屬香港元首的身份來港，但英国媒体、港英政府及香港各界媒體多使用「訪問香港」，表示香港虽名为英国属土，但在地位上与本土平等且享有完全自治。習近平到訪香港，大陆官媒、特區政府及左派媒體卻一改江澤民和胡錦濤時期的慣例，使用「視察香港」強調領導人的權威，還要強調其「中共總書記」的身份，观点普遍认为这是在展示中國共產黨對香港的領導權。
伊利沙伯二世在1975及1986年兩次來港都有到公共屋邨探訪居民，也有到訪學校及游泳池等地與市民見面，女皇走入街市體察民情時平易近人，深入市井之中，所到之處皆受市民夾道歡迎，場面熱鬧，女皇巡視地區時更不時近距離與市民交流，在現場維持秩序的皇家香港警察也盡量不阻礙市民一睹女皇的風采，雖貴為英國君主卻沒有架子，親民形象深入民心。而習近平出任中共中央總書記後在2017年及2022年兩次到港，卻調動上萬警力封鎖及清空其將會途經的道路及到達的區域，大批香港警察到處封鎖道路、驅趕民眾及設立大範圍的禁區，連行人天橋及行人隧道等行人安全過路設施也遭封鎖，又關閉地鐵站及封鎖車站出入口，圍封公共交通交匯處，巴士站停用，超過50條巴士線需要繞道或縮短終點站，嚴重阻礙交通，香港警察又在多條道路擺放大量水馬，圍封習近平將會途經及停留的區域，利用多組大型水馬排成圍牆，將一般民眾遠遠阻隔於封鎖區外，香港警察亦禁止包括主流傳媒的記者拍攝及採訪，大陆官媒還宣稱“一国两制”始终是中国对香港政策的既定方针，采取防护措施是遏制香港“暴乱分子”的必要手段，又稱香港自古以来便是中国不可分割的一部分，此举并不影响两地关系与长期发展合作，可是其舉措卻與女皇訪港形成鮮明的強烈對比，縱使香港曾經在六七暴動遭到恐怖份子策動大量炸彈襲擊並造成嚴重死傷，但是女皇在香港並沒有抗拒走入社區接觸民眾，香港官方也沒有強調女皇作為香港元首的地位和權威，女皇訪港行程的安排卻有效提升皇室在香港市民心中的形象和擁護。香港媒體引述評論指這是「真正受人愛戴跟用威權強迫別人愛戴卻又害怕接近國民領袖的明顯分別！」，又稱「一個將漁村變成國際大都市，一個將國際大都市變愚村」。